# باول هاريسون (لاعب هوكي الجليد)
باول هاريسون هو لاعب هوكي الجليد كندي، ولد في 11 فبراير 1955 في تيمينز في كندا.

## وصلات خارجية
- باول هاريسون على موقع دوري الهوكي الوطني (الإنجليزية)
- باول هاريسون على موقع EliteProspects.com (الإنجليزية)
- باول هاريسون على موقع HockeyDB.com (الإنجليزية)